# 락까 전투 (2017년)
락까 전투 (2017년)는 ISIL의 수도인 시리아 락까에서 2017년 발생한 교전을 말한다. ISIL에 대한 시리아 민주군(Syrian Democratic Forces, SDF)의 5번째이자 마지막 단계의 락까 점령 작전이다. 전투는 2017년 6월 6일 시작되었다. 미국 주도 연합군이 전투기 공습과 지상군으로 지원했다. 시리아 민주군의 작전명은 위대한 전투(Great Battle)이다.

## 같이 보기
- 락까 전투 (2013년)
- 라카 전역 (2016년 11월-현재)